# ベニバナインゲン
ベニバナインゲン(紅花隠元、学名：Phaseolus coccineus, 英名：Runner beanまたはscarlet runner bean )、メキシコの高原原産のインゲンマメ属の多年草（日本では一年草扱い）。花豆（紫花豆）・白花豆ともいわれる。
中南米の高地が原産。長さ3-5mのつる性で、1.5cm×2.5cmほどの種子をつける。大航海時代に欧米へ導入され、日本へは江戸時代末期に渡来した。当初は観賞用にとどまり、食用として栽培が始まったのは明治時代に札幌農学校（北海道）で導入されてからである。なお、本格的な普及は大正時代以降である。
鉄分やカルシウム、食物繊維を多く含み、大豆より低カロリーである。冷涼な気候が適し、日本では北海道や東北地方のほか、長野県、群馬県、山梨県（清里高原）の高地で栽培される。花は紅色で、豆には紫の地に黒い斑模様がある。変種に花や実が白いシロバナインゲン（白花豆）がある。
日本では熟した豆を煮豆や甘納豆、餡の原料とすることが多い。欧米では若い莢（さや）を食用とする。インゲンマメ同様に毒性のあるレクチンを含むため、調理の際はよく火を通す必要がある。日本では、白インゲン豆を粉末状にして食べるというダイエット方法がテレビで紹介され、集団食中毒を起こした例がある。

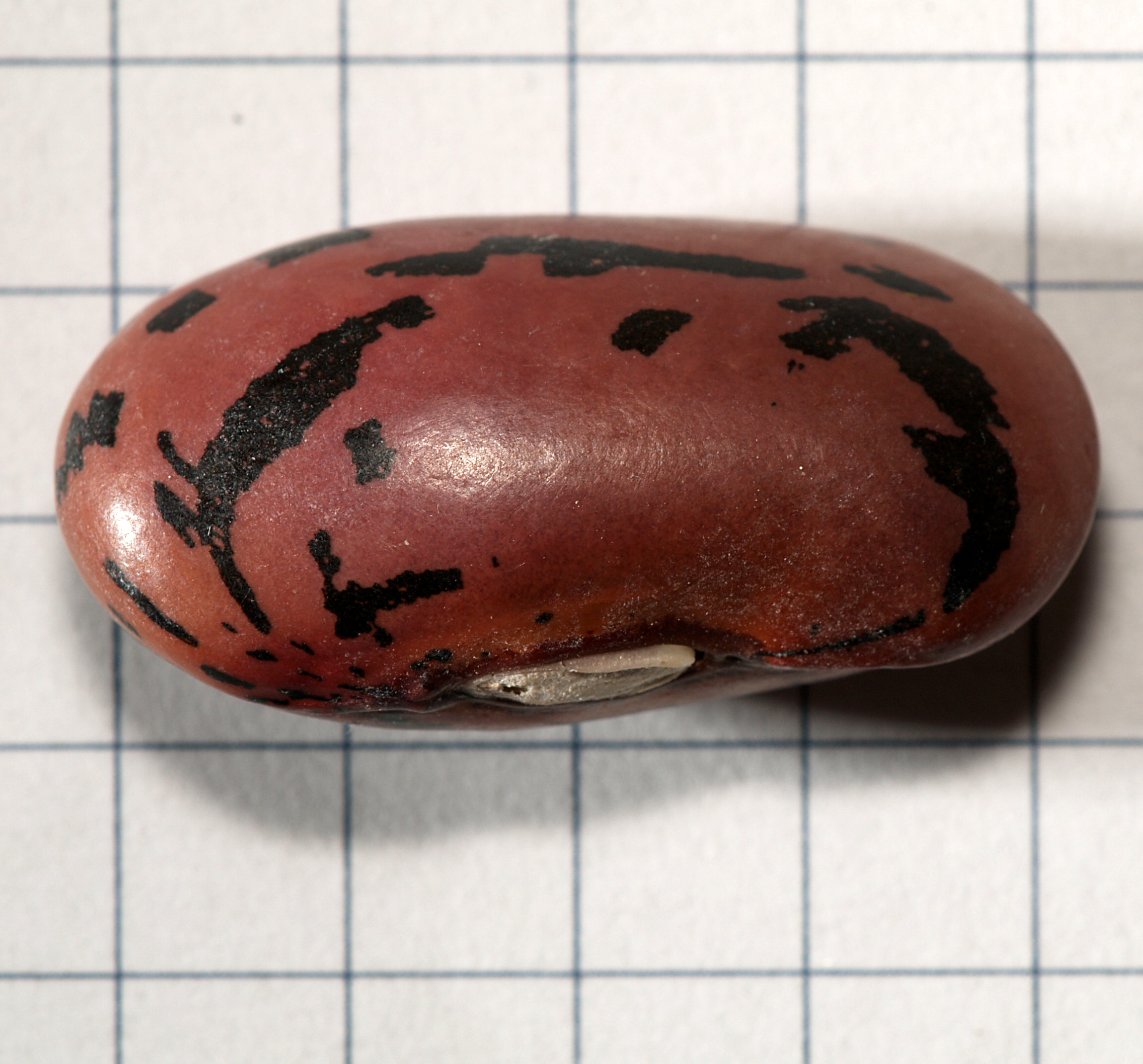
ベニバナインゲンの豆

## 脚註
1. 1 2 3 4 5 6 7 8 9 10 11 12  “ベニバナインゲン｜自然毒のリスクプロファイル”. www.mhlw.go.jp.  厚生労働省. 2023年4月28日閲覧。
2. ↑  花豆（はなまめ）日本豆類協会（2018年11月24日閲覧）。
3. ↑  【ぐるっと首都圏・食べる つながる】山梨・清里高原 花豆／より大きな粒へ奮闘『毎日新聞』朝刊2018年10月25日（首都圏面）2018年11月24日閲覧。
4. ↑  『新編 食用作物』星川清親 養賢堂 昭和60年5月10日訂正第5版 p496